# Steven Palazzo
Steven McCarty Palazzo, född 21 februari 1970 i Gulfport i Mississippi, är en amerikansk republikansk politiker. Han var ledamot av USA:s representanthus 2011–2023.
Palazzo utexaminerades 1994 från University of Southern Mississippi. Han var ledamot av Mississippis representanthus 2007–2010. I mellanårsvalet i USA 2010 besegrade Palazzo demokraten Gene Taylor. I republikanernas primärval inför mellanårsvalet i USA 2014 utmanades Palazzo utan framgång av företrädaren Taylor som hade bytt parti.
Palazzo skilde sig från den tidigare Lisa M. Belvin i april 2016. De har tre barn.